# Vitögd strimhake
Vitögd strimhake (Epinecrophylla leucophthalma) är en fågel i familjen myrfåglar inom ordningen tättingar.

## Utseende och läte
Hane vitögd strimhake är gråbrun med svarta fläckar på strupen och vingband i vitt eller beige. Honan är mer beigebrun, med beigefärgade vingband. Arten är relativt långstjärtad och saknar rostrött på ryggen olikt flera andra myrsmygar. Trots namnet är ögat inte alltid vitt, i vissa områden istället brunt.

## Utbredning och systematik
Vitögd strimhake delas in i fyra underarter med följande utbredning:
- E. l. leucophthalma – östra Peru, västra Brasilien söder om Amazonfloden samt norra Bolivia
- E. l. dissita – sydöstra Peru (Puno) och närliggande norra Bolivia (La Paz)
- E. l. phaeonota – södra Amazonområdet i Brasilien (nedre Rio Madeira till nedre Rio Tapajós)
- E. l. sordida –  östra Brasilien söder om Amazonfloden (Rio Tapajós österut till Rio Tocantins)

## Levnadssätt
Vitögd strimhake hittas i regnskog där den ses i undervegetation och i skogens mellersta skikt, födosökande efter insekter bland döda blad. Den är en vanligt förekommande fågel i kringvandrande artblandade flockar.

## Status och hot
Arten har ett stort utbredningsområde, men tros minska i antal, dock inte tillräckligt kraftigt för att den ska betraktas som hotad. Internationella naturvårdsunionen IUCN listar arten som livskraftig (LC).